# Otto Lilienthal
Pour les articles homonymes, voir Lilienthal (homonymie).
Otto Lilienthal, né le 23 mai 1848 à Anklam et mort le 10 août 1896 à Berlin, est un pionnier allemand de l'aéronautique.

## Formation
À partir de 1864, Otto Lilienthal fréquenta l'école professionnelle de Potsdam (de). Deux ans plus tard, il devint apprenti aux ateliers mécaniques Schwartzkopff (de). De 1867 à 1868, il mena une série d'expériences avec son frère à Anklam sur la portance d'une paire d'ailes. Il découvrit que la masse maximum supportable par cette technique était de 40 kg. Les expériences les plus concluantes furent celles menées sous le vent avec des ailes de chauve-souris fixes (ailes non-battantes).

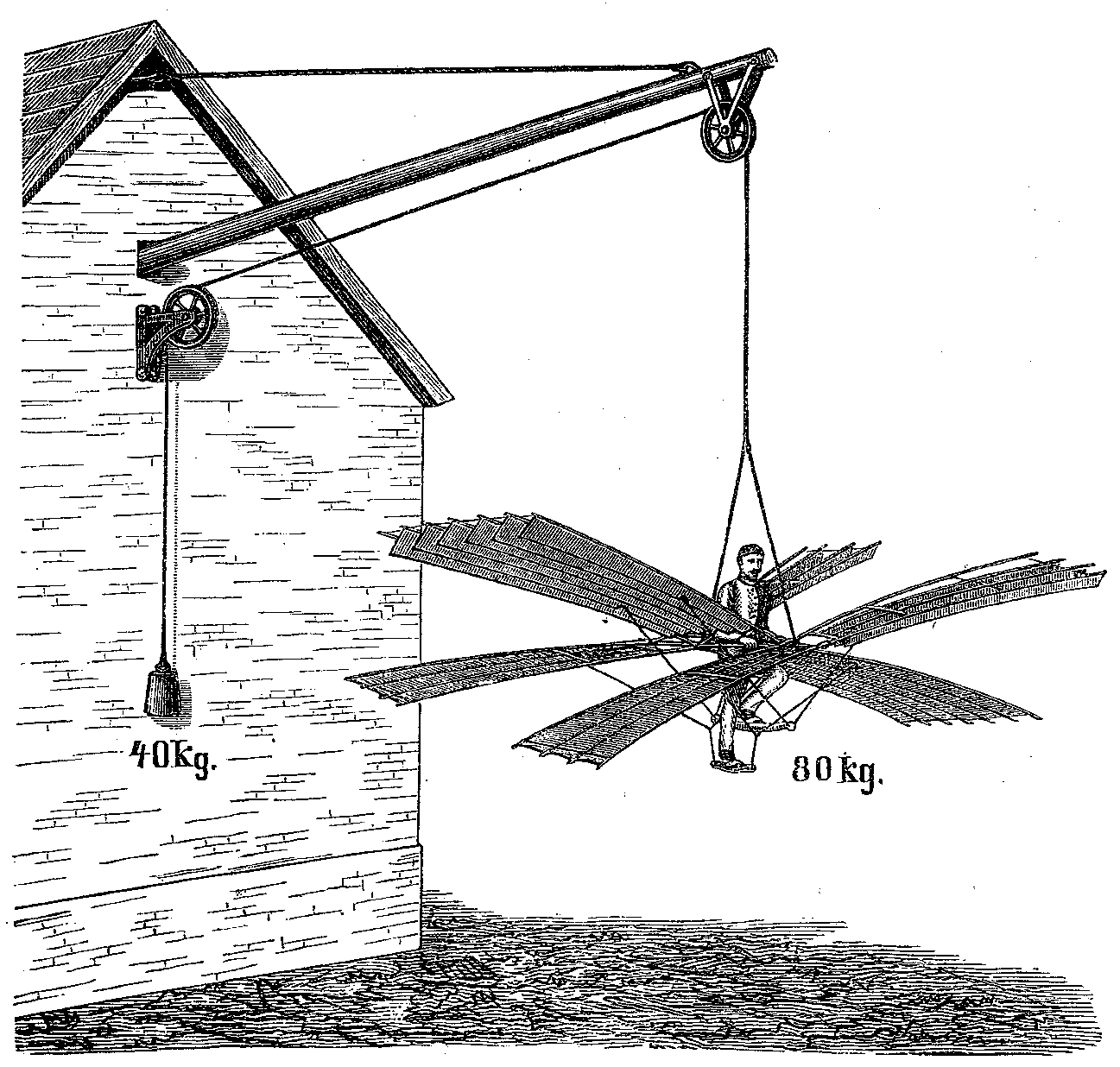
Expérience sur la poussée vélique à Altwigshagen près d'Anklam (1868).

La Physique, vers 1870, ne saisissait encore que très imparfaitement le lien entre aérodynamique et portance : ainsi, Hermann von Helmholtz, qui s'intéressait à ce problème, expliquait en 1873 dans une communication à l’Académie royale des sciences de Prusse , qu’« on doit considérer comme à peine vraisemblable que l’Homme puisse, même avec les ailes mécaniques les plus sophistiquées qu’il actionnerait à la force de ses propres muscles, soulever son propre poids et se maintenir en altitude ». Comme le rapporte Lilienthal avec ironie dans un article, cette conclusion fut interprétée « comme si la Science avait, une fois pour toutes, établi que l'Homme ne pourrait jamais voler ».
Au mois de novembre 1867, Lilienthal s'inscrivit à l’École industrielle de Berlin (l'actuelle Université technique de Berlin) pour y suivre les cours de Franz Reuleaux, et reçut une bourse d'études qui améliora sensiblement son confort matériel. Diplômé ingénieur en 1870, Lilienthal s'engagea comme volontaire d'un an dans l'armée pour combattre en France : dans une lettre écrite à son frère du front, Lilienthal décrit les ballons qui s'envolent de Paris assiégée. Il refusa l'offre de Reuleaux de devenir maître-assistant.

## Recherche et expérimentation

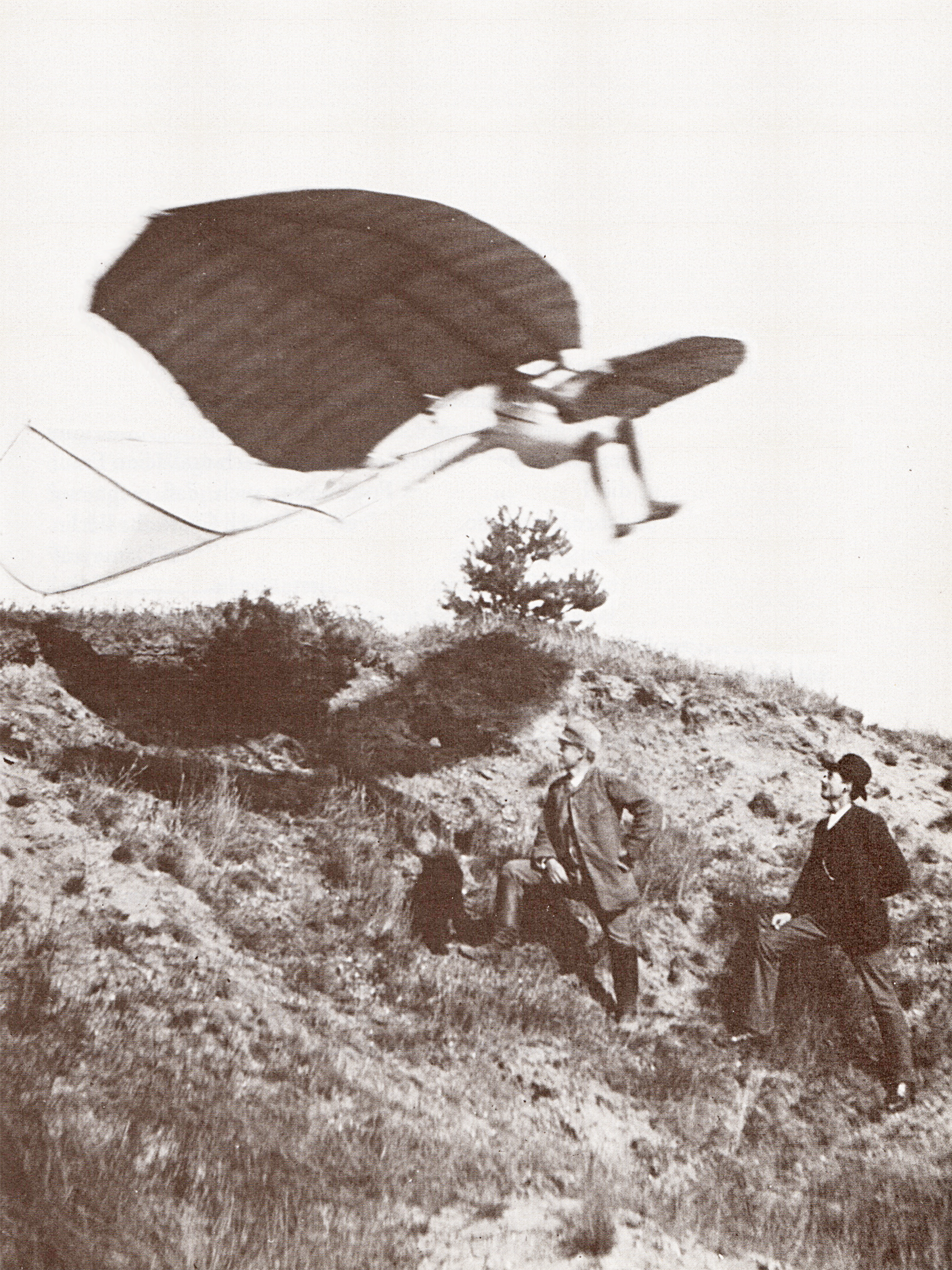
Le premier planeur à équipage humain.

Dès les premiers vols des frères Montgolfier, l'aéronautique s'est orientée dans deux directions : les plus légers et les plus lourds que l'air. Cette dernière voie fut explorée avec beaucoup de rigueur par Otto Lilienthal, qui reste pour la plupart des vélivoles du monde le premier d'entre eux.
Ses recherches sur la forme des ailes lui permirent de démontrer scientifiquement les capacités de portance de l'extrados de l'aile, qu'il publia dans son ouvrage Der Vogelflug als Grundlage der Fliegekunst (Le vol de l'oiseau comme fondement de l'art du vol), paru en 1889 à Berlin.
En référence à ses travaux en aérodynamique, on appelle polaire de Lilienthal le tracé du coefficient de portance en fonction du coefficient de traînée, dans le système d'axes liés à la géométrie du profil (soit en repère corps) ou à la direction du vol (soit en repère vent).

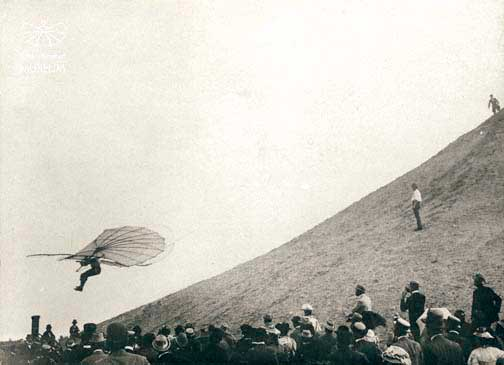
Un des vols du 29 juin 1895.

Il effectua entre 1891 et 1896 deux mille vols planés attestés depuis une colline artificielle à proximité de Berlin. Il construisit 16 machines, à faible allongement, qui étaient plus proches des deltaplanes pendulaires de notre époque que du planeur de performance. La voilure des planeurs était réalisée à partir d'une structure en bois de saule entoilée de coton. La surface portante variait de 10 à 20 m2. En se lançant du haut d'une colline haute d'environ vingt mètres, il pouvait planer jusqu'à 300 mètres dans les meilleures conditions. Le contrôle de la machine se faisait par des déplacements du corps comme pour les deltaplanes pendulaires contemporains. Sous l'effet d'une rafale, il fit une chute fatale le 9 août 1896 ; avant de mourir, il déclara : « des sacrifices doivent être faits ».
L'idée de créer un deltaplane aux ailes à formes arrondies lui vint en premier lieu de cigognes qu'il observa sur un toit ; il développa cette idée au fur et à mesure de ses propres essais, le premier ayant été réalisé avec des formes plates dont l'effet fut peu convaincant.
Jusqu'au bout, il a toujours expérimenté lui-même en vol les machines qu'il avait construites.
Le premier planeur au monde réussissant à supporter le poids d'un homme fit un vol de 25 m ; cette machine avait été mise au point pendant des essais à Derwitz/Krielow (Brandebourg).

## Dernier vol

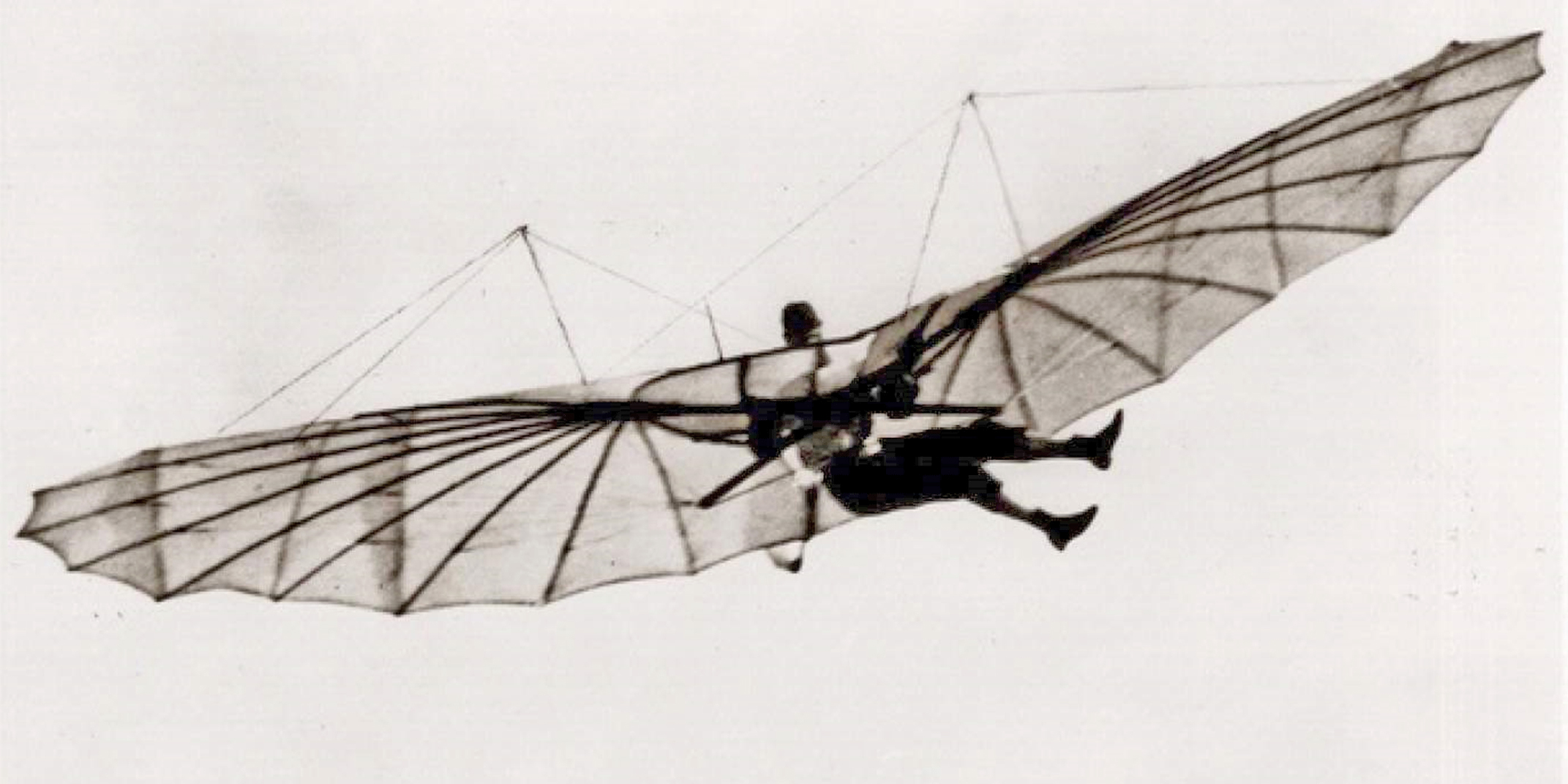
L'appareil avec lequel Lilienthal s'est tué.

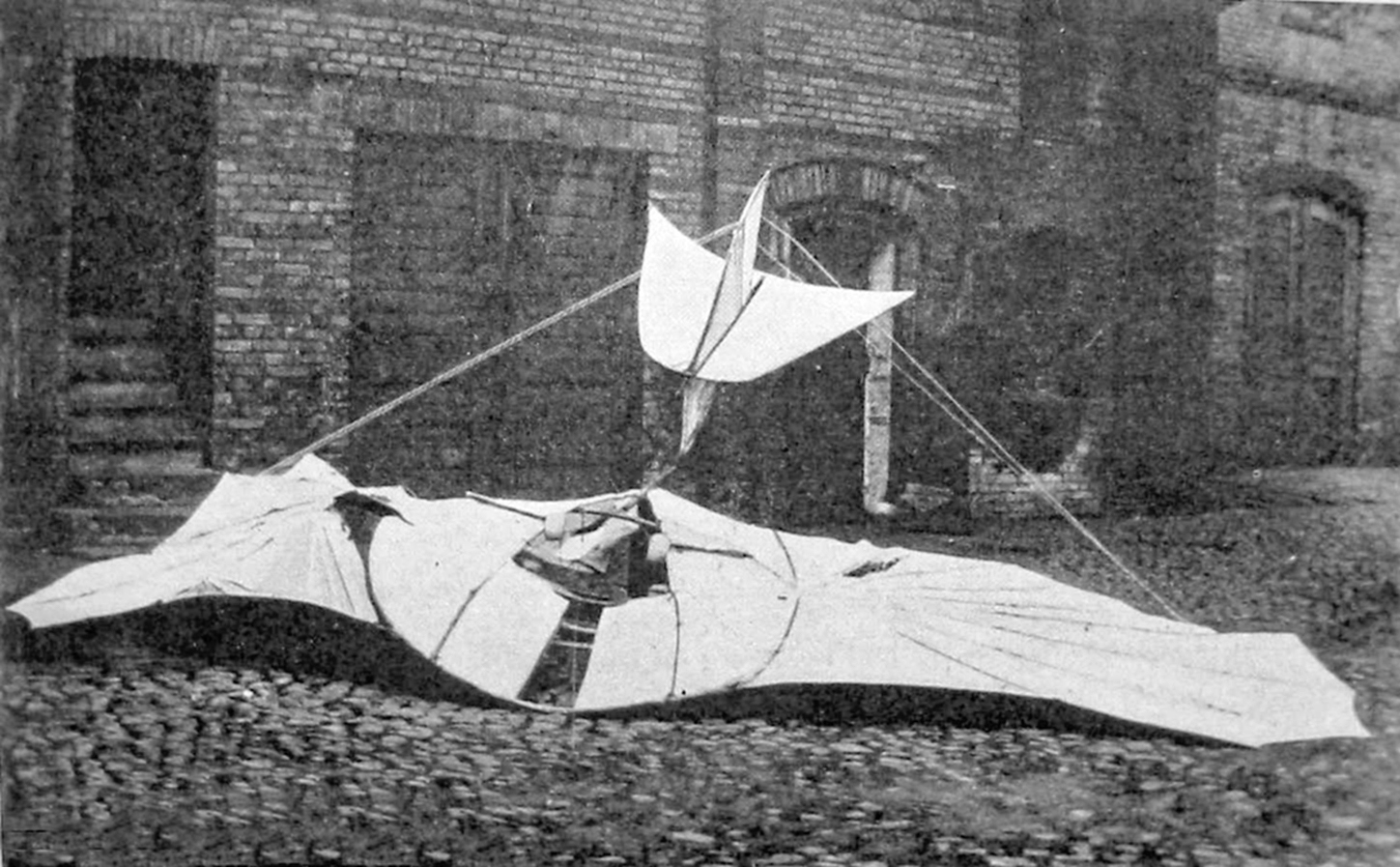
L'appareil au sol.

Le 9 août 1896, Lilienthal se rend comme le weekend précédent sur la colline de Stölln appelée « Gollenberg ». La journée est ensoleillée et la température agréable (environ 20 °C). Les premiers vols sont une réussite, des distances de 250 mètres étant parcourues sans problème. Au cours du quatrième vol, le planeur subit une perte de sustentation. Lilienthal essaye de rétablir la portance en balançant son corps vers l’arrière mais la manœuvre échoue et il chute d'une hauteur d'environ 15 mètres, sans avoir quitté le planeur.
Paul Beylich, mécanicien de Lilienthal, le transporte en calèche à Stölln, où il est examiné par un médecin. Lilienthal souffre d’une fracture de la troisième vertèbre cervicale et devient rapidement inconscient. Dans la journée, Lilienthal est transporté, dans un train de marchandises, vers la gare actuelle de Lehrter à Berlin (gare centrale de Berlin) et il arrive le lendemain matin à la clinique d'Ernst von Bergmann, un des chirurgiens européens les plus connus à l'époque. Lilienthal y meurt quelques heures plus tard (environ 36 heures après l'accident) et ses derniers mots à son frère Gustav auraient été : « Il fallait bien que l’on fasse des sacrifices. », des paroles dont doute le directeur du Musée Otto Lilienthal.
Otto Lilienthal est enterré au cimetière public de Lankwitz à Berlin.

## Héritage

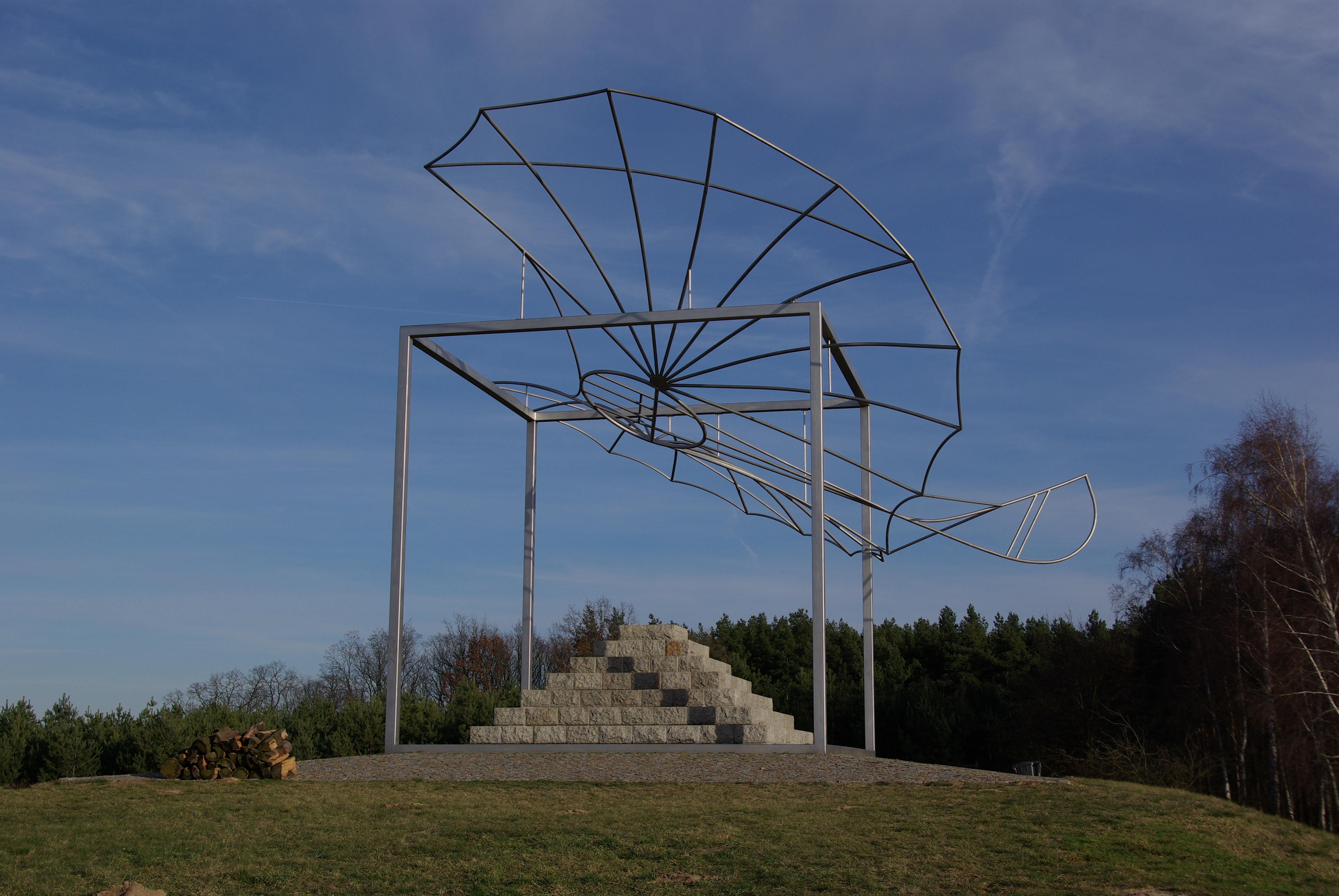
Monument à Otto Lilienthal à Derwitz, sculpture de Raphael Statt.

Les recherches de Lilienthal étaient bien connues des frères Wright qui l'ont cité comme source majeure d'inspiration dans leur décision de poursuivre leurs essais. Cependant, ils abandonnèrent les préceptes de Lilienthal après deux saisons de vols planés et se mirent à utiliser leurs propres données de soufflerie.
« De tous les hommes qui ont attaqué le problème du vol au XIXe siècle, Otto Lilienthal était de loin le plus important... Il est vrai que des tentatives de vol plané avaient été faites longtemps avant lui et qu'au XIXe siècle, Resnier de Goué, Cayley, Spencer, Wenham, Louis Mouillard et bien d'autres avaient fait de timides tentatives pour voler, mais leurs échecs répétés furent tels qu'aucune leçon vraiment intéressante n'en résulta. »
– Wilbur Wright.

L'aéroport berlinois de Tegel portait son nom, à savoir : aéroport Otto-Lilienthal de Berlin-Tegel.

## Fiche technique
|                |                          |
| Envergure      | 7,6 m (réduite à 5,50 m) |
| Surface alaire | 10,0 (puis 7,80) m²      |
| Cambrure       | 1/10 de l'allongement    |
| Allongement    | 2                        |
| Longueur       | 3,90 m                   |
| Masse          | 18 kg                    |

Le principe du planeur pendulaire d'Otto Lilienthal a retrouvé une nouvelle vie au cours des années 1970 avec la pratique du deltaplane.

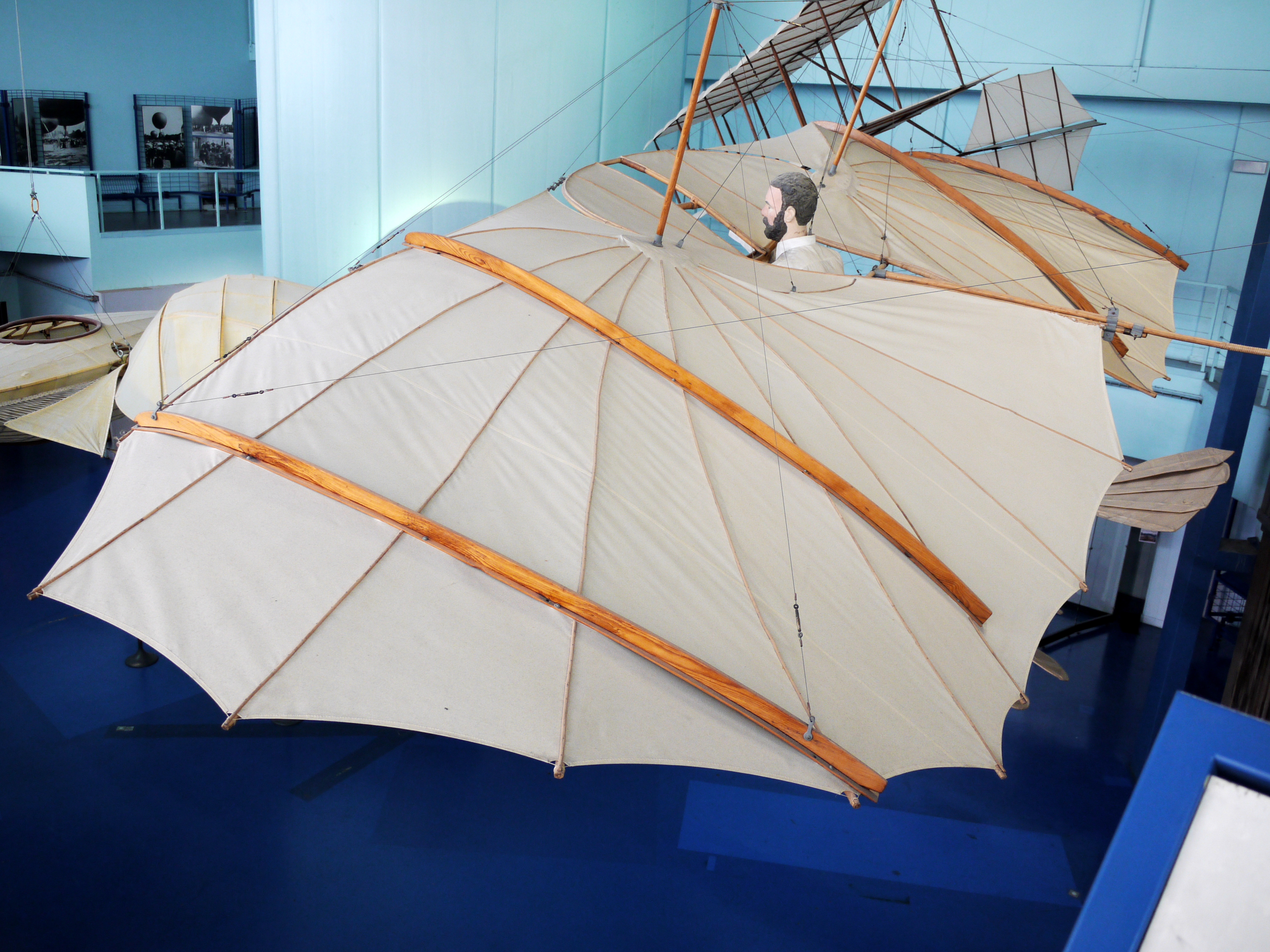
Reconstitution du planeur de Lilienthal au musée de l'Air et de l'Espace.
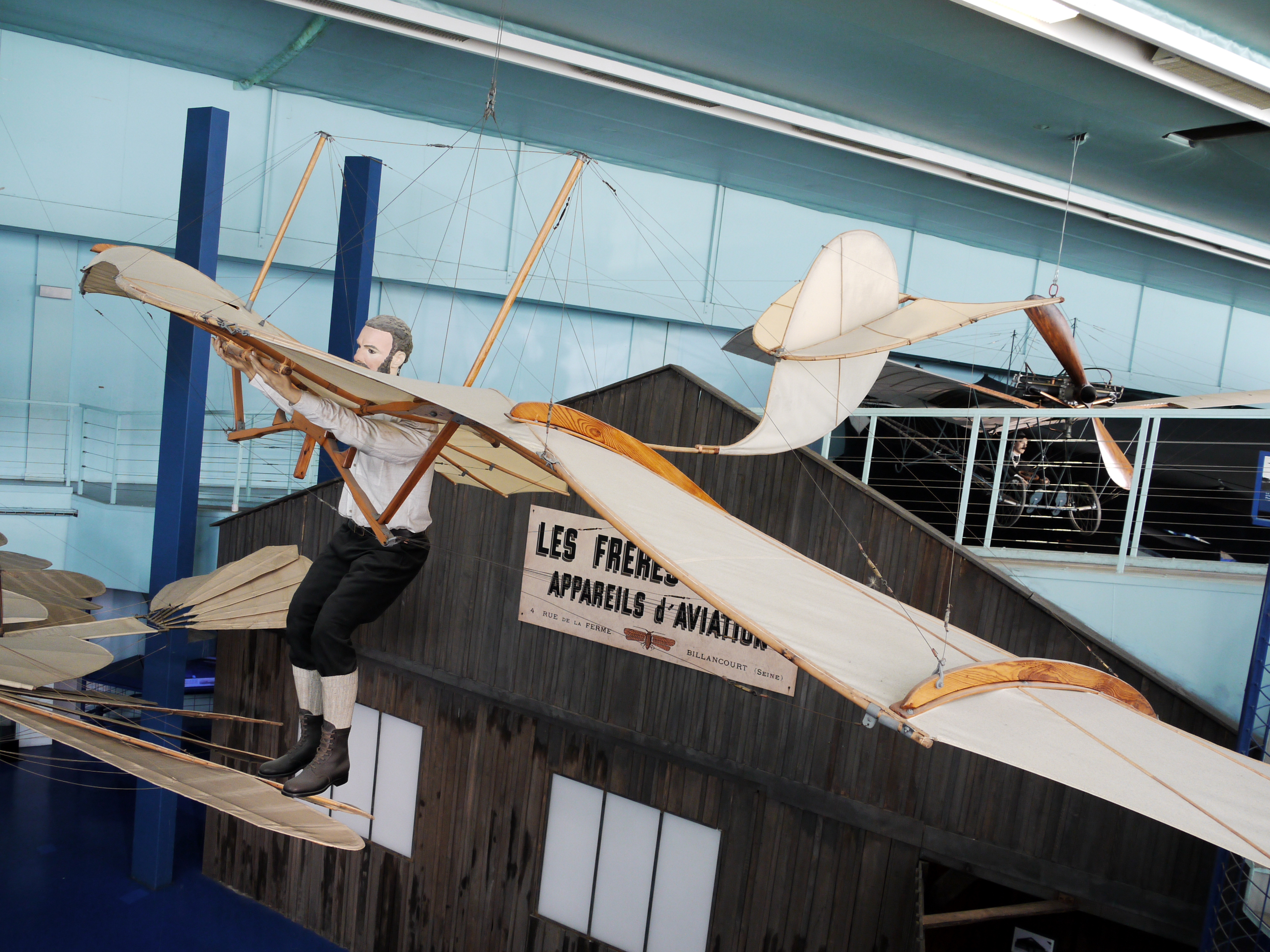
Idem.
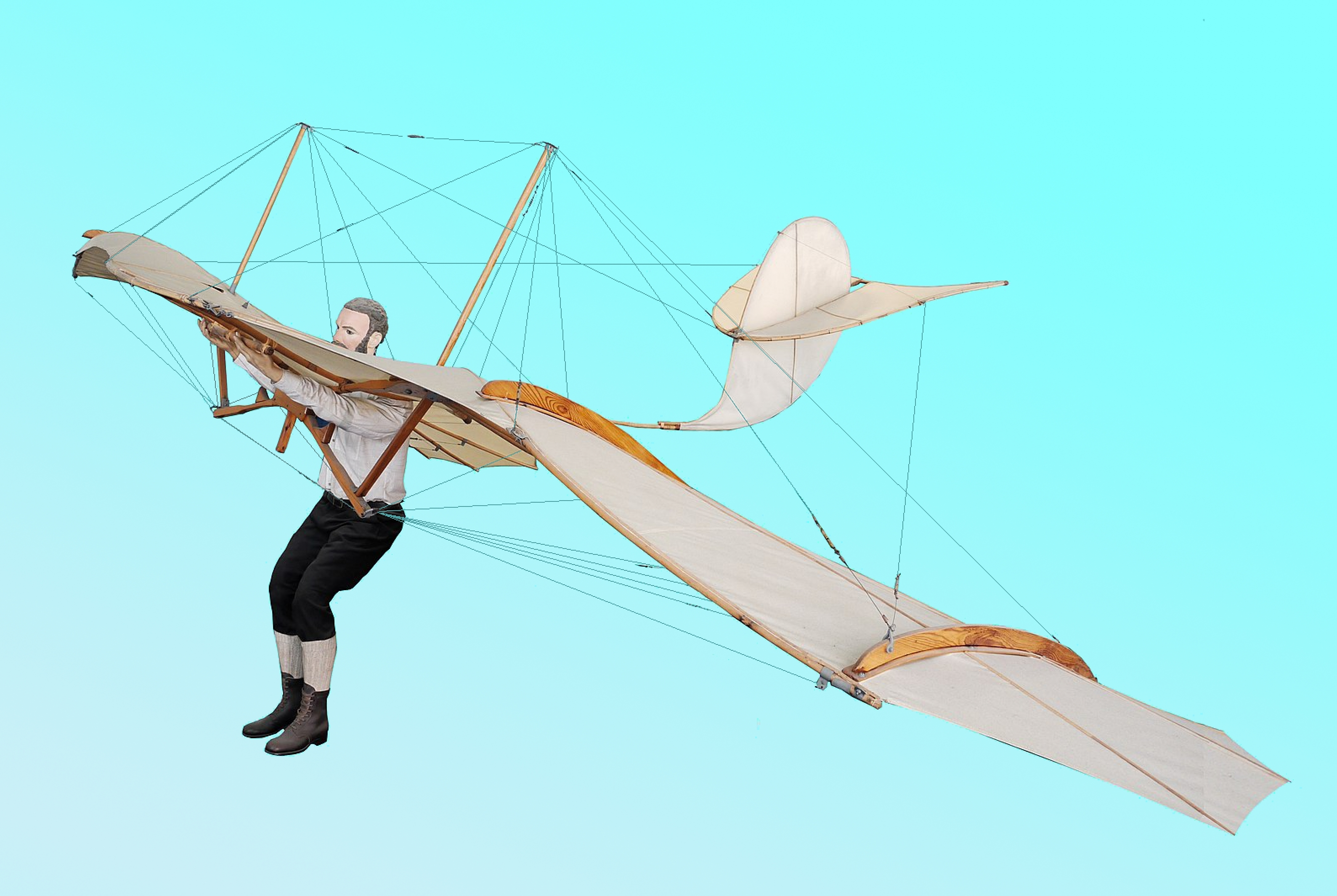

### Filmographie
Les derniers vols d'Otto Lilienthal sont présentés dans le premier épisode de la série Les Faucheurs de marguerites.